# Амзольдінген
Амзольдінген (нім. Amsoldingen) — громада  в Швейцарії в кантоні Берн, адміністративний округ Тун.

## Географія
Громада розташована на відстані близько 27 км на південний схід від Берна.
Амзольдінген має площу 4,7 км², з яких на 7,4% дозволяється будівництво (житлове та будівництво доріг), 60,2% використовуються в сільськогосподарських цілях, 21,9% зайнято лісами, 10,4% не є продуктивними (річки, льодовики або гори).

## Демографія
2019 року в громаді мешкало 795 осіб (-1,2% порівняно з 2010 роком), іноземців було 3,5%. Густота населення становила 169 осіб/км².
За віковим діапазоном населення розподілялося таким чином: 19,9% — особи молодші 20 років, 57,4% — особи у віці 20—64 років, 22,8% — особи у віці 65 років та старші. Було 351 помешкань (у середньому 2,2 особи в помешканні).
Із загальної кількості 124 працюючих 37 було зайнятих в первинному секторі, 24 — в обробній промисловості, 63 — в галузі послуг.